# 里亞什基
50°41′55″N 32°33′35″E / 50.69861°N 32.55972°E
里亞什基（烏克蘭語：Ряшки），是烏克蘭的村落，位於該國北部切爾尼戈夫州，由普里盧基區負責管轄，始建於1629年，面積5.16平方公里，海拔高度119米，2001年人口822，人口密度每平方公里159.2人。